# Sinus
Sinus (plurale sinūs) è un termine latino che indica un'insenatura; è utilizzato in esogeologia per indicare strutture presenti sulla superficie della Luna morfologicamente analoghe ai mari lunari, ma di dimensioni più contenute.
Il termine è utilizzato anche per alcune formazioni di Titano.
Inoltre la parola sinus compare nel nome di alcune caratteristiche di albedo di Marte: Aonium Sinus, Aurorae Sinus, Deltoton Sinus, Margaritifer Sinus, Promethei Sinus e Sinus Sabaeus.

## Sinūs lunari
- Sinus Aestuum
- Sinus Amoris
- Sinus Asperitatis
- Sinus Concordiae
- Sinus Fidei
- Sinus Honoris
- Sinus Iridum
- Sinus Lunicus
- Sinus Medii
- Sinus Roris
- Sinus Successus
- Sinus Viscositatis

## Sinūs di Titano
- Arnar Sinus
- Avacha Sinus
- Baffin Sinus
- Boni Sinus
- Dingle Sinus
- Fagaloa Sinus
- Flensborg Sinus
- Fundy Sinus
- Gabes Sinus
- Genova Sinus
- Kumbaru Sinus
- Lulworth Sinus
- Maizuru Sinus
- Manza Sinus
- Montego Sinus
- Moray Sinus
- Nicoya Sinus
- Okahu Sinus
- Patos Sinus
- Puget Sinus
- Rombaken Sinus
- Saldanha Sinus
- Skelton Sinus
- Trold Sinus
- Tumaco Sinus
- Tunu Sinus
- Wakasa Sinus
- Walvis Sinus